# Argentina Open 2020 - Qualificazioni singolare
Le qualificazioni del singolare dell'Argentina Open 2020 sono state un torneo di tennis preliminare per accedere alla fase finale della manifestazione. I vincitori dell'ultimo turno sono entrati di diritto nel tabellone principale. In caso di ritiro di uno o più giocatori aventi diritto a questi sono subentrati i lucky loser, ossia i giocatori che hanno perso nell'ultimo turno ma che avevano una classifica più alta rispetto agli altri partecipanti che avevano comunque perso nel turno finale.

## Teste di serie
1. Alejandro Davidovich Fokina (primo turno)
2. Salvatore Caruso (primo turno)
3. Attila Balázs (primo turno)
4. Federico Coria (primo turno)

1. Federico Gaio (primo turno)
2. Jozef Kovalík (qualificato)
3. Gianluca Mager (primo turno)
4. Facundo Bagnis (qualificato)

## Qualificati
1. Jozef Kovalík
2. Facundo Bagnis

1. Pedro Martínez
2. Filip Horanský

### Lucky loser
1. João Domingues

1. Pedro Sousa

## Tabellone

### Legenda
| - Q = Qualificato - WC = Wild card - LL = Lucky loser | - ALT = Alternate - SE = Special Exempt - PR = Protected Ranking | - w/o = Walkover - r = Ritirato - d = Squalificato |

### Sezione 1
|  | Primo turno | Primo turno                 | Primo turno                 | Primo turno | Primo turno |  |  | Ultimo turno | Ultimo turno    | Ultimo turno    | Ultimo turno | Ultimo turno |  |
|  |             |                             |                             |             |             |  |  |              |                 |                 |              |              |  |
|  | 1           | Alejandro Davidovich Fokina | Alejandro Davidovich Fokina | 4           | 2           |  |  |              |                 |                 |              |              |  |
|  | WC          | Hernán Casanova             | Hernán Casanova             | 6           | 6           |  |  | WC           | Hernán Casanova | Hernán Casanova | 2            | 1            |  |
|  | Alt         | Mario Vilella Martínez      | 6                           | 0           | 4           |  |  | 6            | Jozef Kovalík   | Jozef Kovalík   | 6            | 6            |  |
|  | 6           | Jozef Kovalík               | 3                           | 6           | 6           |  |  |              |                 |                 |              |              |  |

### Sezione 2
|  | Primo turno | Primo turno          | Primo turno      | Primo turno | Primo turno |  |  | Ultimo turno | Ultimo turno   | Ultimo turno | Ultimo turno | Ultimo turno |  |
|  |             |                      |                  |             |             |  |  |              |                |              |              |              |  |
|  | 2           | Salvatore Caruso     | Salvatore Caruso | 4           | 5           |  |  |              |                |              |              |              |  |
|  |             | Pedro Sousa          | Pedro Sousa      | 6           | 7           |  |  |              | Pedro Sousa    | 2            | 6            | 2            |  |
|  |             | Alessandro Giannessi | 3                | 7           | 1           |  |  | 8            | Facundo Bagnis | 6            | 2            | 6            |  |
|  | 8           | Facundo Bagnis       | 6                | 5           | 6           |  |  |              |                |              |              |              |  |

### Sezione 3
|  | Primo turno | Primo turno           | Primo turno | Primo turno | Primo turno |  |  | Ultimo turno | Ultimo turno          | Ultimo turno          | Ultimo turno | Ultimo turno |  |
|  |             |                       |             |             |             |  |  |              |                       |                       |              |              |  |
|  | 3           | Attila Balázs         | 7           | 4           | 4           |  |  |              |                       |                       |              |              |  |
|  |             | Pedro Martínez        | 5           | 6           | 6           |  |  |              | Pedro Martínez        | Pedro Martínez        | 7            | 6            |  |
|  | WC          | Juan Manuel Cerúndolo | 3           | 6           | 6           |  |  | WC           | Juan Manuel Cerúndolo | Juan Manuel Cerúndolo | 5            | 0            |  |
|  | 7           | Gianluca Mager        | 6           | 0           | 1           |  |  |              |                       |                       |              |              |  |

### Sezione 4
|  | Primo turno | Primo turno    | Primo turno    | Primo turno | Primo turno |  |  | Ultimo turno | Ultimo turno   | Ultimo turno   | Ultimo turno | Ultimo turno |  |
|  |             |                |                |             |             |  |  |              |                |                |              |              |  |
|  | 4           | Federico Coria | Federico Coria | 2           | 3           |  |  |              |                |                |              |              |  |
|  | Alt         | João Domingues | João Domingues | 6           | 6           |  |  | Alt          | João Domingues | João Domingues | 0            | 6(5)         |  |
|  |             | Filip Horanský | Filip Horanský | 6           | 7           |  |  |              | Filip Horanský | Filip Horanský | 6            | 7            |  |
|  | 5           | Federico Gaio  | Federico Gaio  | 3           | 5           |  |  |              |                |                |              |              |  |